# Discographie d'After School
La discographie du girl group sud-coréen After School est composée de deux albums studios, huit single albums et de vingt-cinq singles.

## Albums

### Albums studios
| Titre                                                                                       | Détails de l'album | Meilleures positions | Meilleures positions | Meilleures positions | Ventes                                   |
| Titre                                                                                       | Détails de l'album | KOR                  | JPN                  | TW                   | Ventes                                   |
| Coréen                                                                                      | Coréen | Coréen               | Coréen               | Coréen               | Coréen                                   |
| ------------------------------------------------------------------------------------------- | --- | -------------------- | -------------------- | -------------------- | ---------------------------------------- |
| Virgin                                                                                      | - Date de sortie : 29 avril 2011 - Labels : Pledis Entertainment, LOEN Entertainment - Formats : CD, téléchargement numérique | 2                    | 162                  | 6                    | - COR: Plus de 31 084 - JPN: Plus de 594 |
| Japonais                                                                                    | |                      |                      |                      |                                          |
| Playgirlz                                                                                   | - Date de sortie : 14 mars 2012 - Label : Avex Trax - Formats : CD, téléchargement numérique                                  | —                    | 8                    | 3                    | - JPN: Plus de 28 489                    |
| Dress to Kill                                                                               | - Date de sortie : 19 mars 2014 - Label : Avex Trax - Formats : CD, téléchargement numérique                                  | —                    | 33                   | 8                    | - JPN: Plus de 4 813                     |
| "—" montre qu'aucun classement n'a été atteint ou que ce n'est pas sorti dans cette région. | |                      |                      |                      |                                          |

### Compilations
| Titre                                                                                       | Détails                                                                                      | Meilleures positions | Meilleures positions | Ventes               |
| Titre                                                                                       | Détails                                                                                      | JPN                  | TW                   | Ventes               |
| ------------------------------------------------------------------------------------------- | -------------------------------------------------------------------------------------------- | -------------------- | -------------------- | -------------------- |
| The Best of After School 2009-2012: Korea Ver.                                              | - Date de sortie :27 mars 2013 - Label : Avex Trax - Formats : CD, téléchargement numérique  | 40                   | 13                   | - JPN: Plus de 3 750 |
| BEST                                                                                        | - Date de sortie : 18 mars 2015 - Label : Avex Trax - Formats : CD, téléchargement numérique | 19                   | —                    | - JPN: Plus de 6 372 |
| "—" montre qu'aucun classement n'a été atteint ou que ce n'est pas sorti dans cette région. |                                                                                              |                      |                      |                      |

### Extended plays
| Titre                                                                                       | Détails | Meilleures positions | Meilleures positions | Ventes                |
| Titre                                                                                       | Détails | KOR                  | TW                   | Ventes                |
| ------------------------------------------------------------------------------------------- | --- | -------------------- | -------------------- | --------------------- |
| New Schoolgirl                                                                              | - Date de sortie : 15 janvier 2009 - Label : Pledis Entertainment - Formats : CD, téléchargement numérique  | 5                    | 9                    | - COR: Plus de 10 000 |
| Because of You                                                                              | - Date de sortie : 25 novembre 2009 - Label : Pledis Entertainment - Formats : CD, téléchargement numérique | 2                    | 9                    | - COR: Plus de 20 000 |
| Bang!                                                                                       | - Date de sortie : 25 mars 2010 - Label : Pledis Entertainment - Formats : CD, téléchargement numérique     | 2                    | —                    | - COR: Plus de 15 914 |
| Happy Pledis                                                                                | - Date de sortie : 7 décembre 2010 - Label : Pledis Entertainment - Formats : CD, téléchargement numérique  | 2                    | 16                   | - COR: Plus de 10 000 |
| Red                                                                                         | - Date de sortie : 20 juillet 2011 - Label : Pledis Entertainment - Formats : CD, téléchargement numérique  | 21                   | —                    | - COR: Plus de 11 240 |
| Blue                                                                                        | - Date de sortie : 20 juillet 2011 - Label : Pledis Entertainment - Formats : CD, téléchargement numérique  | 18                   | —                    | - COR: Plus de 10 000 |
| Flashback                                                                                   | - Date de sortie : 20 juin 2012 - Label : Pledis Entertainment - Formats : CD, téléchargement numérique     | 3                    | 7                    | - COR: Plus de 16 885 |
| First Love                                                                                  | - Date de sortie : 13 juin 2013 - Label : Pledis Entertainment - Formats : CD, téléchargement numérique     | 11                   | 6                    | - COR: Plus de 13 563 |
| "—" montre qu'aucun classement n'a été atteint ou que ce n'est pas sorti dans cette région. | |                      |                      |                       |

## Singles
| Titre                                                                                       | Année  | Meilleures positions | Meilleures positions | Meilleures positions | Meilleures positions | Meilleures positions | Ventes                | Album                  |
| Titre                                                                                       | Année  | KOR Gaon             | KOR Billboard        | JPN Oricon           | JPN Billboard        | TW                   | Ventes                | Album                  |
| Coréen                                                                                      | Coréen | Coréen               | Coréen               | Coréen               | Coréen               | Coréen               | Coréen                | Coréen                 |
| ------------------------------------------------------------------------------------------- | ------ | -------------------- | -------------------- | -------------------- | -------------------- | -------------------- | --------------------- | ---------------------- |
| "Ah"                                                                                        | 2009   | 8                    | —                    | —                    | —                    | —                    |                       | New Schoolgirl         |
| "Diva"                                                                                      | 2009   | 4                    | —                    | —                    | —                    | —                    |                       | Single Digital         |
| "Dream Girl"                                                                                | 2009   | 20                   | —                    | —                    | —                    | —                    |                       | Pas de sortie d'album  |
| "Amoled" (avec Son Dam Bi)                                                                  | 2009   | 5                    | —                    | —                    | —                    | —                    |                       | Pas de sortie d'album  |
| "Because of You" (너 때문에)                                                                | 2009   | 1                    | —                    | —                    | —                    | —                    | - COR: 1 514 728 (DL) | Because Of You         |
| "Bang!"                                                                                     | 2010   | 2                    | —                    | —                    | —                    | —                    | - COR: 2 374 731 (DL) | Bang!                  |
| "Love Love Love"                                                                            | 2010   | 8                    | —                    | —                    | —                    | —                    |                       | Happy Pledis           |
| "Shampoo"                                                                                   | 2011   | 4                    | —                    | —                    | —                    | —                    | - COR: 1 614 918 (DL) | Virgin                 |
| "In The Night Sky" (밤 하늘에) (A.S. Red)                                                   | 2011   | 9                    | —                    | —                    | —                    | —                    | - COR: 1 514 202 (DL) | Red                    |
| "Wonder Boy" (A.S. Blue)                                                                    | 2011   | 15                   | —                    | —                    | —                    | —                    | - COR: 1 087 842 (DL) | Blue                   |
| "Love Letter" (avec Son Dam Bi et d'autres artistes)                                        | 2011   | 37                   | 43                   | —                    | —                    | —                    | - COR: 456 293 (DL)   | Happy Pledis 2nd Album |
| "Flashback"                                                                                 | 2012   | 14                   | 10                   | —                    | —                    | —                    | - COR: 1 044 540 (DL) | Flashback              |
| "First Love" (첫사랑)                                                                       | 2013   | 7                    | 7                    | —                    | —                    | —                    | - COR: 596 036 (DL)   | First Love             |
| "Week"                                                                                      | 2014   | 40                   | 35                   | —                    | —                    | —                    | - COR: 103 946 (DL)   | Pas de sortie d'album  |
| Japonais                                                                                    |        |                      |                      |                      |                      |                      |                       |                        |
| "Bang!"                                                                                     | 2011   | —                    | —                    | 7                    | 10                   | 5                    | - JPN: Plus de 42 363 | Playgirlz              |
| "Diva"                                                                                      | 2011   | —                    | —                    | 12                   | 26                   | 5                    | - JPN: Plus de 25 000 | Playgirlz              |
| "Rambling Girls" / "Because of You"                                                         | 2012   | —                    | —                    | 7                    | 24                   | 5                    | - JPN: Plus de 17 029 | Playgirlz              |
| "Lady Luck" / "Dilly Dally"                                                                 | 2012   | —                    | —                    | 6                    | 20                   | 4                    | - JPN: Plus de 17 572 | BEST                   |
| "Heaven"                                                                                    | 2013   | —                    | —                    | 7                    | 28                   | 7                    | - JPN: Plus de 19 884 | Dress to Kill          |
| "Shh"                                                                                       | 2014   | —                    | —                    | 12                   | —                    | 11                   | - JPN: Plus de 16 483 | Dress to Kill          |
| "Shine"                                                                                     | 2014   | —                    | —                    | —                    | —                    | —                    | - JPN: —              | BEST                   |
| "—" montre qu'aucun classement n'a été atteint ou que ce n'est pas sorti dans cette région. |        |                      |                      |                      |                      |                      |                       |                        |

## Autres chansons classées
| Titre                                                                                       | Année  | Meilleures positions | Meilleures positions | Meilleures positions | Meilleures positions | Album          |
| Titre                                                                                       | Année  | KOR Gaon             | KOR Billboard        | JPN Billboard        | JPN RIAJ             | Album          |
| Coréen                                                                                      | Coréen | Coréen               | Coréen               | Coréen               | Coréen               | Coréen         |
| ------------------------------------------------------------------------------------------- | ------ | -------------------- | -------------------- | -------------------- | -------------------- | -------------- |
| "Play Girlz"                                                                                | 2009   | 98                   | —                    | —                    | —                    | New Schoolgirl |
| "When I Fall"                                                                               | 2009   | 82                   | —                    | —                    | —                    | Because of You |
| "Let's Do It!"                                                                              | 2010   | 127                  | —                    | —                    | —                    | Bang!          |
| "With U"                                                                                    | 2010   | 71                   | —                    | —                    | —                    | Bang!          |
| "Someone Is You"                                                                            | 2010   | 123                  | —                    | —                    | —                    | Happy Pledis   |
| "Virgin"                                                                                    | 2011   | 181                  | —                    | —                    | —                    | Virgin         |
| "Play Ur Love"                                                                              | 2011   | 102                  | —                    | —                    | —                    | Virgin         |
| "Hollywood"                                                                                 | 2011   | 117                  | —                    | —                    | —                    | Red            |
| "Lady"                                                                                      | 2011   | 114                  | —                    | —                    | —                    | Blue           |
| "Rip Off" (Korean version)                                                                  | 2012   | 178                  | —                    | —                    | —                    | Flashback      |
| "Eyeline"                                                                                   | 2012   | 191                  | —                    | —                    | —                    | Flashback      |
| "8 Hot Girl"                                                                                | 2013   | —                    | 44                   | —                    | —                    | First Love     |
| "Time's Up"                                                                                 | 2013   | 160                  | —                    | —                    | —                    | First Love     |
| Japonais                                                                                    |        |                      |                      |                      |                      |                |
| "Make it Happen" (Namie Amuro feat. After School)                                           | 2011   | —                    | —                    | 73                   | 10                   | Checkmate!     |
| "Just in Time"                                                                              | 2012   | —                    | —                    | —                    | 45                   | Playgirlz      |
| "—" montre qu'aucun classement n'a été atteint ou que ce n'est pas sorti dans cette région. |        |                      |                      |                      |                      |                |

## Vidéographie

### DVD
| Playgirlz (concert)#DVD\|AFTERSCHOOL First Japan Tour 2012 -PLAYGIRLZ-                      | - Date de sortie : 27 mars 2013 - Langue : Japonais - Label : Avex Trax - Format : Blu-ray, DVD | — | 43 (Blu-ray) 63 (DVD) | - JPN: Plus de 1 680 |
| "—" montre qu'aucun classement n'a été atteint ou que ce n'est pas sorti dans cette région. |                                                                                                 |   |                       |                      |

### Clips vidéos
| Année | Single                             | Notes |
| ----- | ---------------------------------- | --- |
| 2009  | "AH!"                              | Debut |
| 2009  | "Diva"                             | Uee a rejoint le groupe en tant que nouveau membre.                                                           |
| 2009  | "Dream Girl"                       | |
| 2009  | "Amoled"                           | Avec Son Dambi pour la promotion du Amoled phone de Samsung                                                   |
| 2009  | "Because of You"                   | Raina et Nana ont rejoint le groupe en tant que nouveaux membres.                                             |
| 2010  | "Lets Do It!"                      | Lizzy a rejoint le groupe en tant que nouveau membre.                                                         |
| 2010  | "Bang!"                            | |
| 2010  | "Dreams Again!"                    | 2010 World Cup Song                                                                                           |
| 2010  | "Love Love Love"                   | Without Bekah                                                                                                 |
| 2011  | "Make It Happen"                   | Avec Namie Amuro. E-Young a rejoint le groupe en tant que nouveau membre.                                     |
| 2011  | "Shampoo"                          | Dernier clip vidéo avec Bekah avant son graduat                                                               |
| 2011  | "Let's Step Up"                    | Sans Bekah alors qu'elle est encore dans le groupe.                                                           |
| 2011  | "Play Ur Love"                     | Kahi, Jung-ah, Raina et Nana                                                                                  |
| 2011  | "Wonder Boy"                       | A.S Blue |
| 2011  | "In The Night Sky"                 | A.S Red |
| 2011  | "Bang!"                            | Version japonaise                                                                                             |
| 2011  | "Diva"                             | Version japonaise                                                                                             |
| 2011  | "Tap Slap"                         | Une version différente de Diva (Version japonaise) avec une danse de claquettes                               |
| 2011  | "Love Letter"                      | Avec Pledis family                                                                                            |
| 2012  | "Rambling Girls"                   | 1er titre japonais originel                                                                                   |
| 2012  | "Rambling Girls" (Dance Edit Ver.) | |
| 2012  | "Bang!" (Dance Edit Ver.)          | |
| 2012  | "Diva" (Dance Edit Ver.)           | |
| 2012  | "Lady Luck"                        | Dernier clip vidéo avec Kahi avant son graduat et leur 2e titre japonais originel                             |
| 2012  | "Flashback"                        | Kaeun rejoint le groupe en tant que nouveau membre. Premier comeback coréen en 2012 depuis le départ de Kahi. |
| 2013  | "First Love"                       | Premier comeback sans membres nouveaux et diplômés                                                            |
| 2013  | "Heaven"                           | 3e titre japonais originel                                                                                    |
| 2013  | "Shh"                              | 4e titre japonais originel                                                                                    |
| 2014  | "Shh" (Dance Edit Ver.)            | |
| 2014  | "Shine"                            | Dernier clip vidéo avec Jooyeon avant son graduat                                                             |